# デザインファクトリー (千代田区)
デザインファクトリーは、東京都千代田区岩本町にあるヒロモリグループの企業の一つである。

## 会社概要
- 時計、電卓等のノベルティ、記念品などの企画・製造を行っている会社。

## 沿革
- 1979年　株式会社サブヒロモリ サプライヤー事業部として創設
- 2003年6月　株式会社デザインファクトリーとして分離独立

## 主要商品
- 携帯型熱中症計 日本気象協会監修
- ペンダント体脂肪計
- まげまげくん
- ウッドデスク電波時計